# Lingyin-Tempel
Koordinaten: 30° 14′ 34″ N, 120° 5′ 48″ O
Der Lingyin-Tempel (靈隐寺 / 灵隐寺,  Língyǐn Sì), auch als Lingyin-Kloster (auf Deutsch als Tempel/Kloster der Seelenzuflucht, Tempel/Kloster der Verborgenen Unsterblichen oder Tempel/Kloster der wunderwirkenden Weltferne) bezeichnet, ist ein zen-buddhistisches Kloster nordwestlich von Hangzhou, Provinz Zhejiang, China.
Es ist eines der größten und wohlhabendsten Klöster Chinas.

## Lage und Umgebung
Das Kloster liegt in einem langen engen Tal am Fuß des 168 m hohen Feilai Feng (deutsch: Herbeigeflogener Gipfel) ca. vier Kilometer westlich vom Westsee zwischen Nordgipfel und dem Berg Beigao Feng (314 m). Die Entfernung zur östlich des Klosters gelegenen sechs Millionen Einwohner Metropole Hangzhou beträgt etwa zehn Kilometer Luftlinie.

## Geschichte

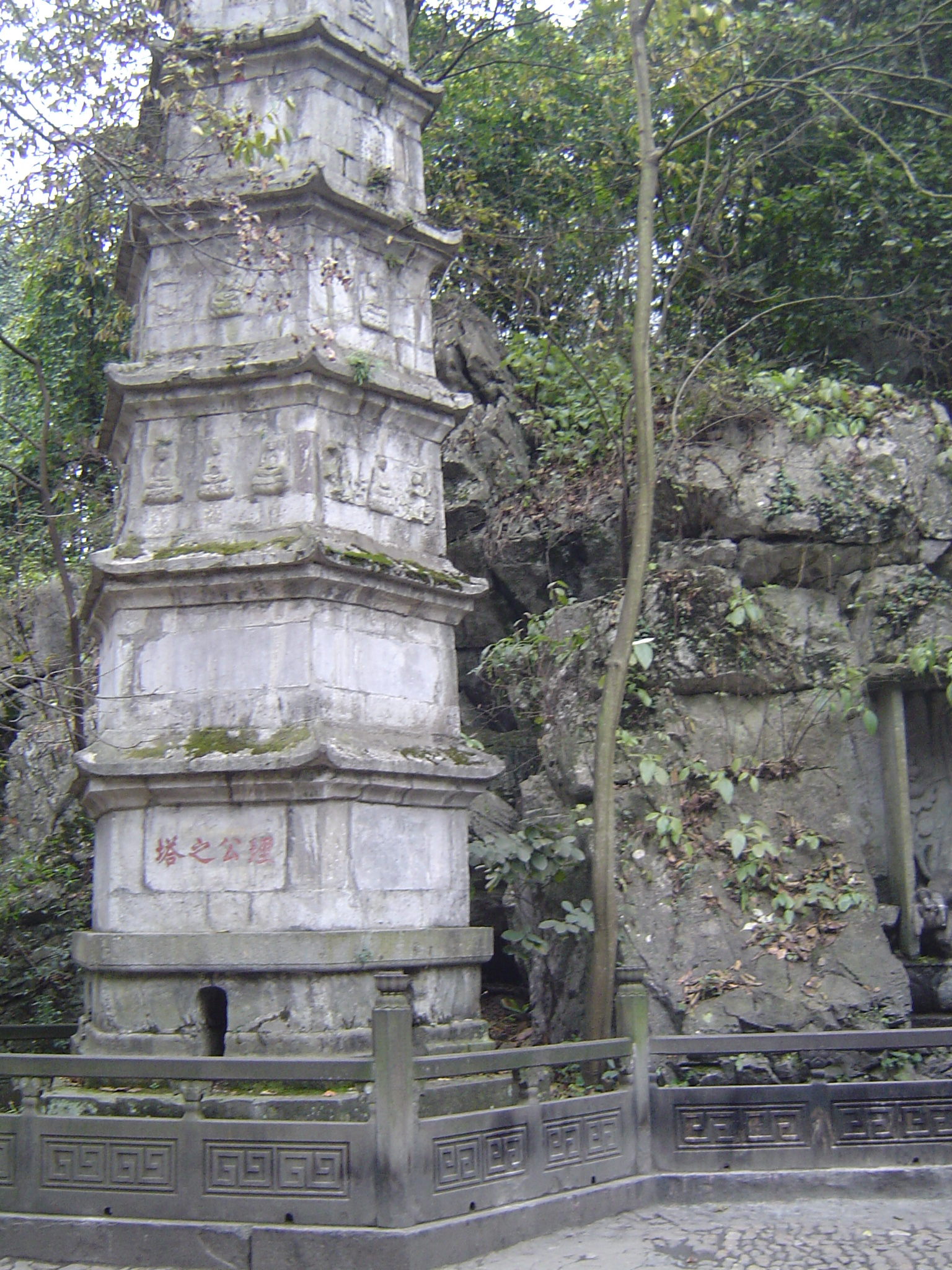
Eine der beiden Steinpagoden

Das Kloster wurde im Jahr 328, während der Periode der Östlichen Jin-Dynastie von dem Mönch Huili, einem der ersten buddhistischen Missionare aus Indien, gegründet. Nach der Überlieferung wählte Huili den 168 m hohen Berg, weil er ihn für einen Teil eines heiligen Gipfels seiner Heimat hielt, der „nach göttlichem Ratschluss hierher geflogen sei“. Diese Geschichte spielt auf eine Legende um Buddha Shakyamuni an, der das Lotos-Sutra vom Berg Ghridhrakuta predigte, wobei der Berg durch die Lüfte angeflogen sei.
Die Tempelanlagen wurden im 9. Jahrhundert während der Buddhistenverfolgung zerstört, doch danach wieder aufgebaut. Im 10. Jahrhundert, während des Wuyue Königreiches (907–978), hatte das Kloster mit 270 Hallen, 18 Pavillons und 9 Türmen seine Blütezeit erreicht. Bis zu 3.000 Mönchen sollen damals im Kloster gelebt haben. Während des Taiping-Aufstandes (1851–1864) brannte die Klosteranlage fast vollständig ab und wurde erst zu Beginn des 20. Jahrhunderts, also am Ende der Qing-Dynastie, wieder aufgebaut.

Aus dem 10. Jahrhundert stammen noch zwei Sutrensäulen (von 969) und zwei beschädigte Steinpagoden, während sonst alle Gebäude jünger als 140 Jahre sind. In einer der beiden Pagoden sollen Huilis sterbliche Überreste aufbewahrt sein. Während der Kulturrevolution (1966–1976) wurde das Kloster nicht von der Roten Garden zerstört. Allgemein wird angenommen, dass dies dem damaligen Premierminister Zhou Enlai zu verdanken ist.

Nach einer umfangreichen Renovierung öffnete 1971 das Kloster wieder seine Tore.

## Sehenswürdigkeiten

### Vor dem Kloster

Der „lachende Buddha“ im Fels des Feilai Feng Berges

Auf dem Weg zum Tempel kommt der Besucher an vielen aus dem Fels gehauenen buddhistischen Skulpturen vorbei. Die Feilaifeng-Felsskulpturen bestehen aus über 400 Figuren und wurden in der Zeit zwischen dem 10. und 14. Jahrhundert von Mönchen in den Fels gehauen. Die berühmteste davon ist sicherlich der schmunzelnde Budai aus der Zeit der Südlichen Song-Dynastie (1126–1279), der sich schräg gegenüber dem jetzigen Eingang zum Tempel befindet.
Innerhalb des Klosters bestimmen fünf große Hallen das Bild der Klosteranlage.

### Die Große Halle des Großen Helden

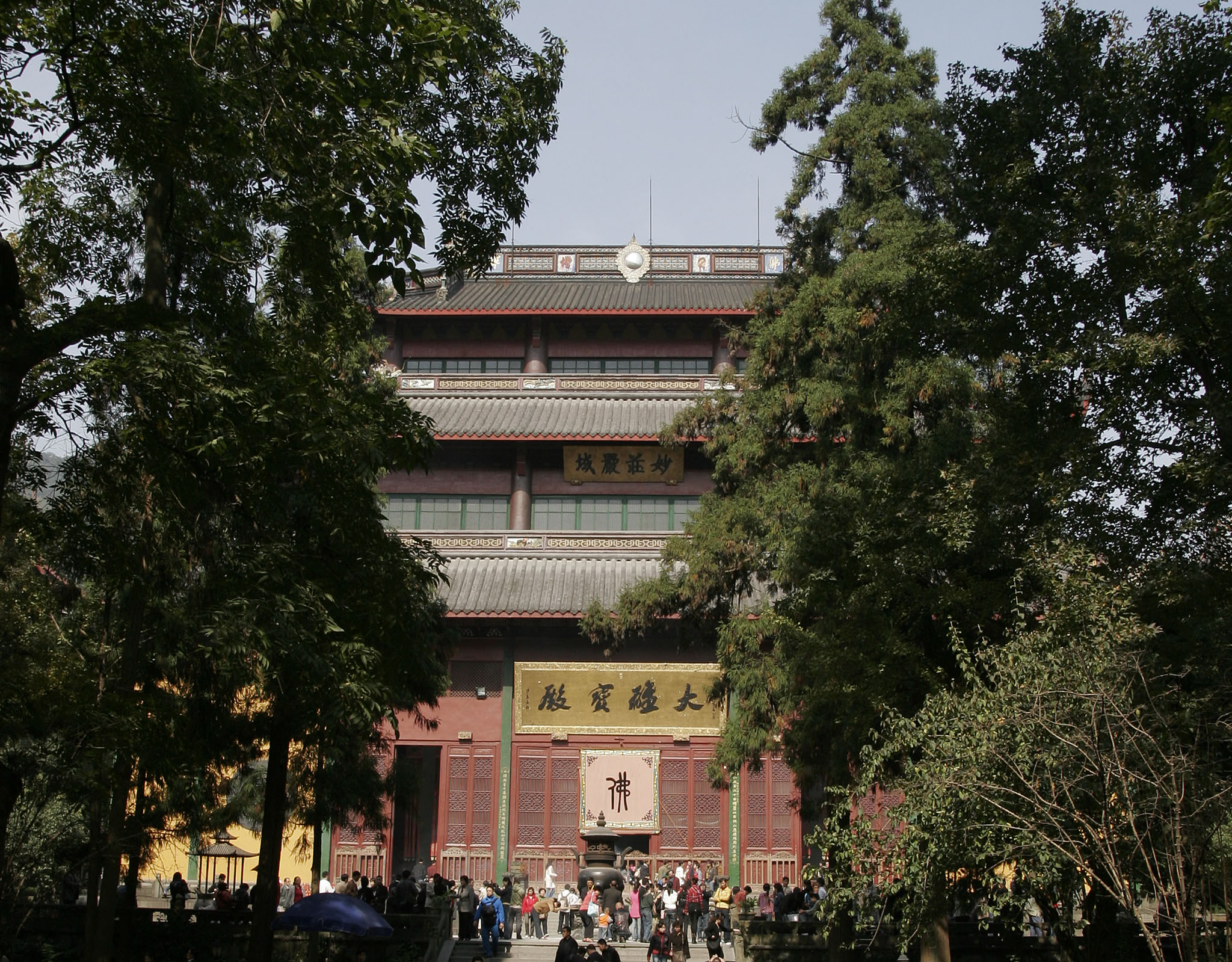
Die Große Halle des Großen Helden

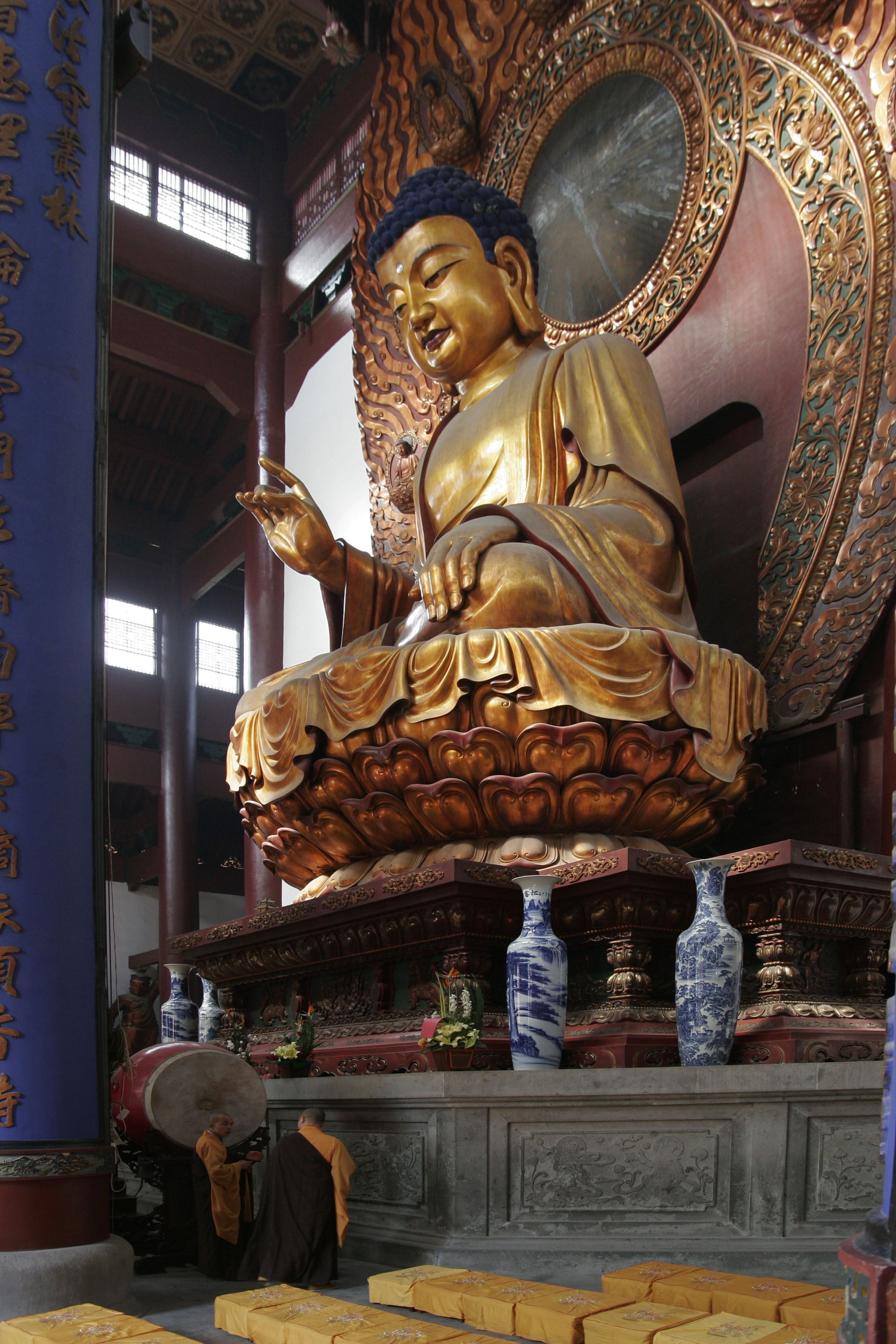
Der 19,6 m hohe Shakyamuni-Buddha in der Mahavira-Halle

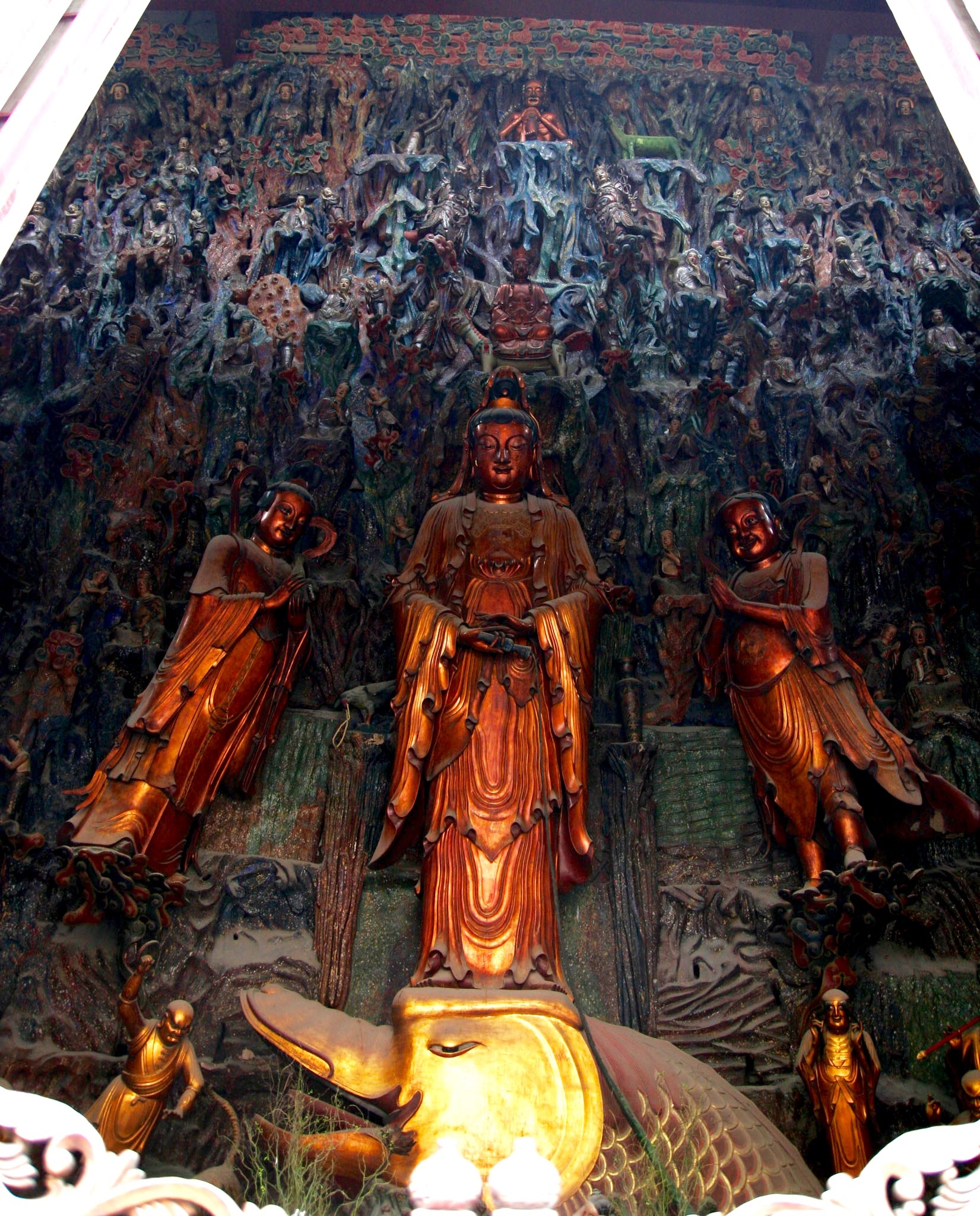
Guanyin Statue und Relief in der Mahavira-Halle

Die Mahavira-Halle, die Große Halle des Großen Helden chinesisch 大雄宝殿, Pinyin Dàxíong Bǎodiàn, ist die Haupthalle des Klosters. Sie ist von 1953 und mit einer Höhe von 33,6 m ist sie das höchste eingeschossige Gebäude Chinas. In ihr steht ein neun Meter hoher Shakyamuni-Buddha. Es wurde 1956 aus 24 Einzelteilen Kampferholz geschnitzt und hat mit Sockel und Heiligenschein eine Höhe von 19,6 m. Es ist der größte hölzerne Buddha Chinas. Um den mit Blattgold überzogenen Buddha herum befinden sich 18 Arhats und zwölf Figuren berühmter Schüler Buddhas. Eine 20 Meter hohe Reliefszene auf der Rückseite der Statue illustriert die Geschichte vom Prinzen Sudhana. Er suchte zur Buddhaschaft 53 Lehrer auf, darunter die Göttin der Barmherzigkeit Guanyin auf einem Delfin. In der Mitte des Reliefs befindet sich Sakyamuni als ausgemergelter Asket. Zu seiner Seite ein Affe und ein Hirsch. Sie sollen den notleidenden Buddha mit Milch und Früchten versorgt haben. An der Seite des Buddhas befinden sich des Weiteren 18 Arhats, die auf verschiedenen Tieren zur Guanyin reiten. Vor der Halle befinden sich die beiden achteckigen und neunstöckigen Steinpagoden (Yuetai) aus dem 10. Jahrhundert. Darauf abgebildet sind Figurengruppen sowie buddhistische Sutras.

### Die Großen Halle der Himmelskönige
In der Großen Halle der Himmelskönige (chinesisch 天王殿, Pinyin Tiānwáng Diàn) befindet sich ein weiterer Milefo, der mit der Rückseite zu dem Buddha Weituo (Buddha der Zukunft, Verteidiger der buddhistischen Lehre) steht und sich im Zentrum der Halle befindet. Die ca. 5 m hohe Skulptur stammt aus der Zeit der Südlichen Song-Dynastie. Vier Wächter (die Himmelskönige) umgeben ihn. Je ein Wächter für eine Himmelsrichtung. Ein Pipa-Spieler der den Osten bewacht und dabei den Wind kontrolliert, ein Schwertträger bewacht den Süden und das Klima. Den Westen bewacht ein Schlangenträger. Die Schlange steht dabei als Symbol für den Drachen, der Regen bringt. Ein Schirmträger bewacht den Norden. Mit einem Schirm soll er die aus dieser Richtung drohenden bösen Kräfte abwehren.

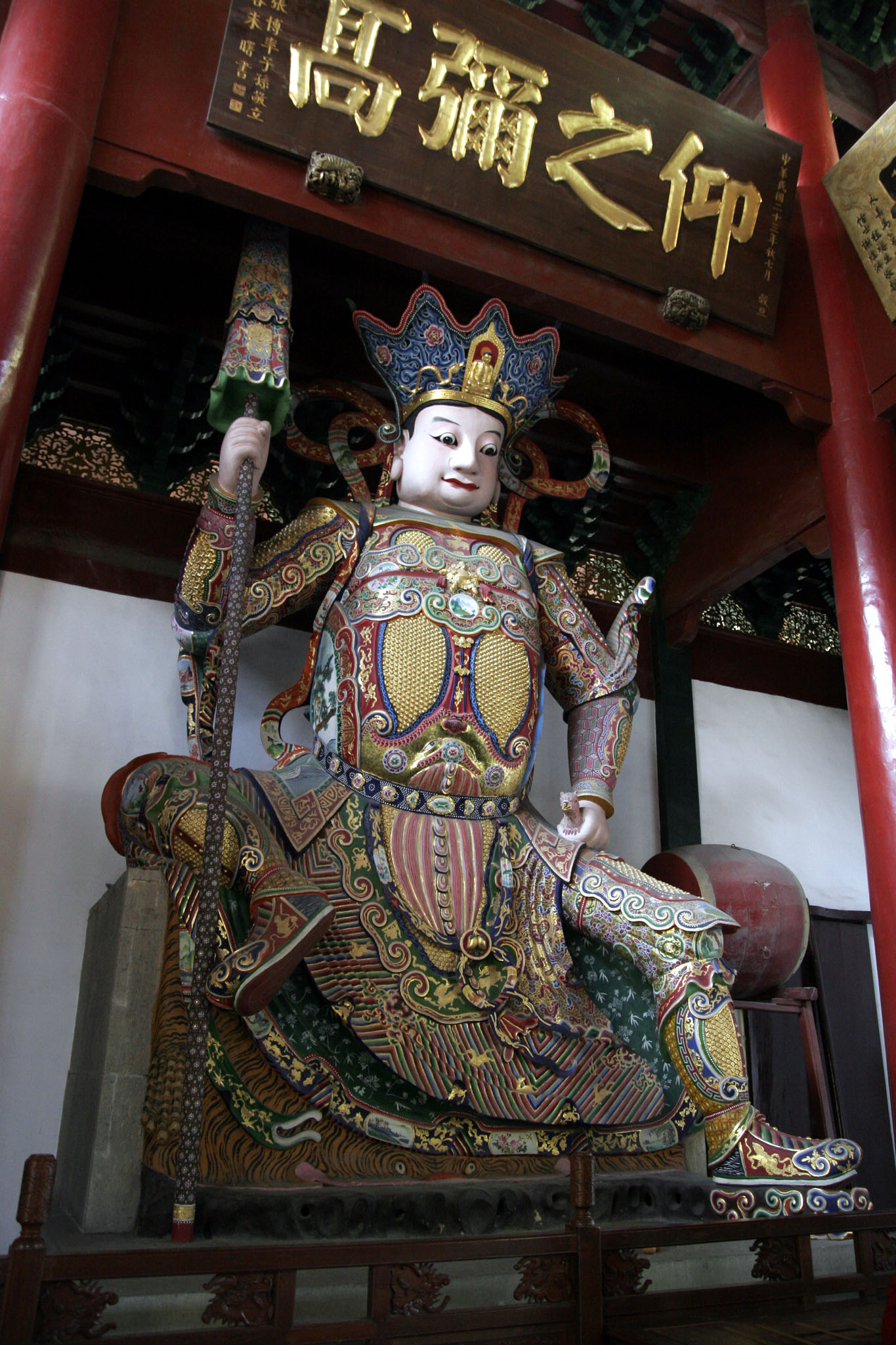
Der Schirmträger für den Norden
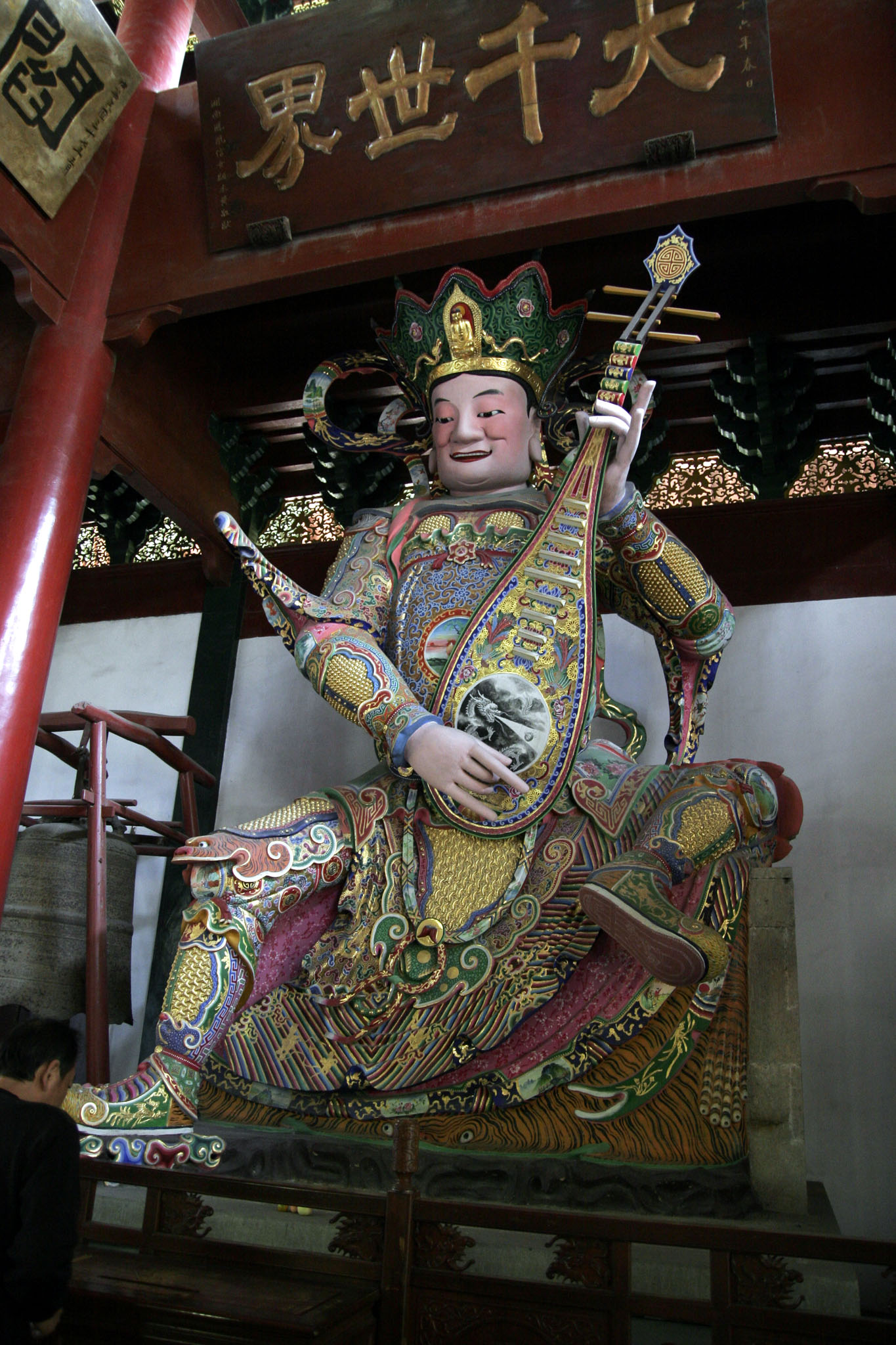
Der Pipa-Spieler für den Osten
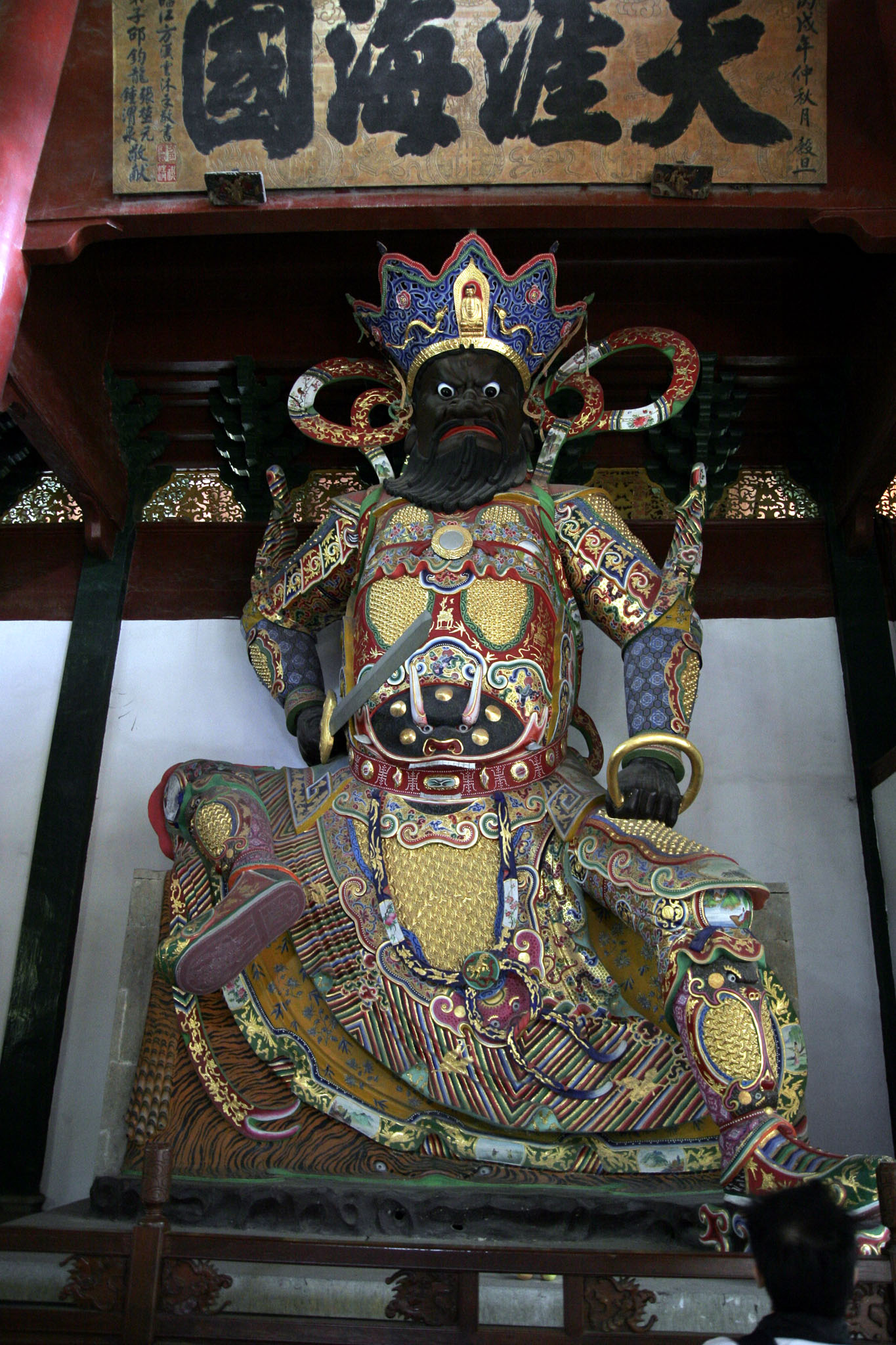
Der Schwertträger für den Süden
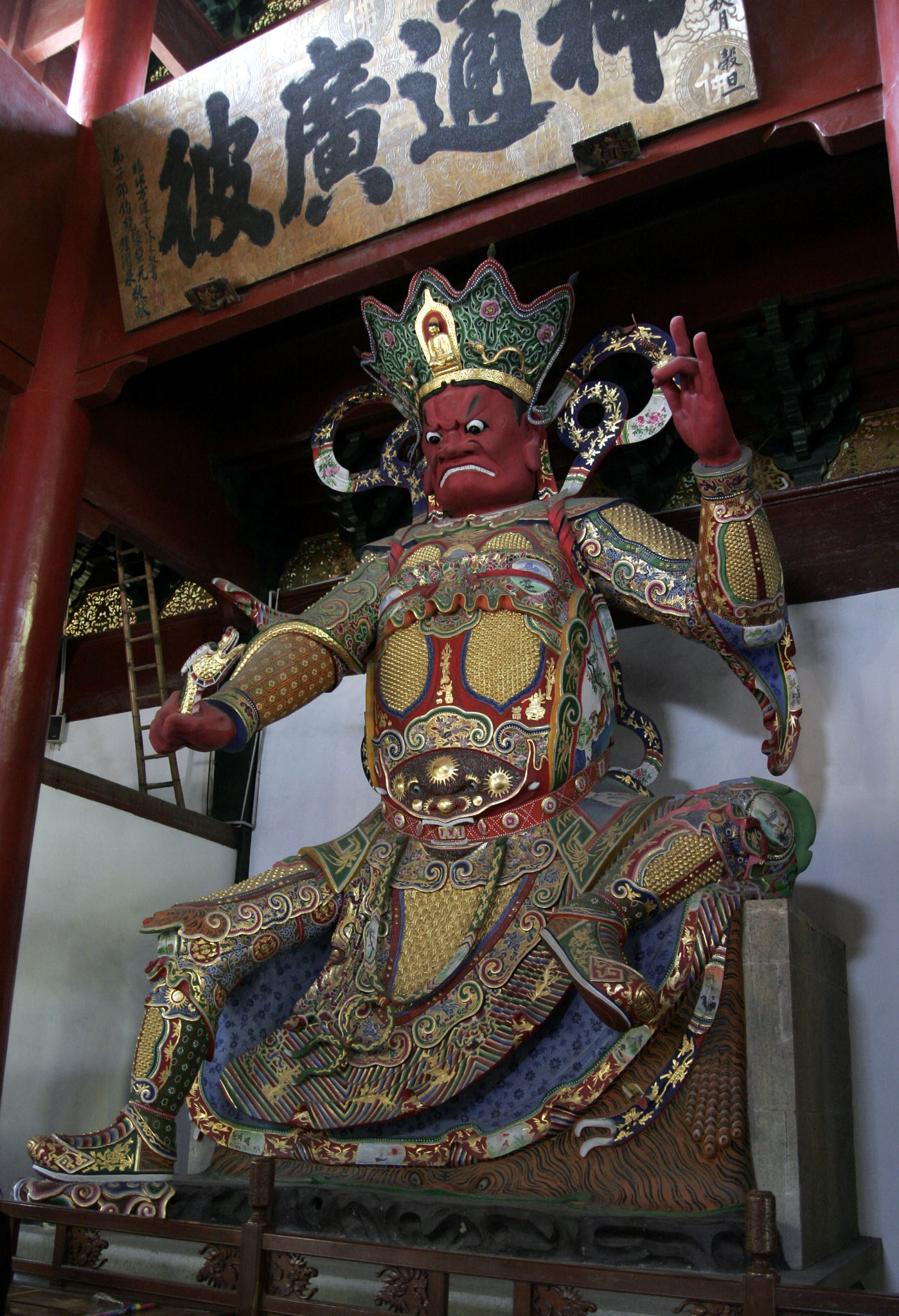
Der Schlangenträger für den Westen

### Die Halle des Medizinbuddha
Die Halle des Medizinbuddha (Yaoshi Fo) wurde erst 1991 fertiggestellt. Die Figuren an den Seitenwänden stellen die chinesischen Tierkreiszeichen dar.

### Die Halle der 500 Arhats
In der Halle der 500 Arhats befinden sich 500 lebensgroße Arhat-Statuen, die alle unterschiedlich sind.

## Sonstiges
Der Tempel ist einer der Nationalen Schwerpunkttempel des Buddhismus in han-chinesischen Gebieten.